# 路易·弗朗索瓦
路易·弗朗索瓦（法語：Louis François，1906年7月24日—1986年11月15日），法国男子摔跤运动员。他曾代表法国参加1932年夏季奥林匹克运动会摔跤比赛，获得男子古典式雏量级铜牌。